# 植木雄一郎
植木 雄一郎（うえき ゆういちろう、1975年8月8日 - ）は、元ラジオ関西のラジオプロデューサー。立命館大学産業社会学部メディア社会専攻卒業。現在は番組制作会社・株式会社シーサイド・コミュニケーションズ代表取締役を務める。

## 略歴
立命館大学卒業後、ラジオ関西に入社。音楽番組の制作を希望していたが、営業部に配属され、主に支社の営業畑を歩む。
2005年頃に東京支社に異動。営業兼プロデューサーとして、同社アニラジ枠を担当。
『週刊!アニたま金曜日』を皮切りに、『集まれ昌鹿野編集部』『ロンハールーム』『おどろき戦隊モモノキファイブ』などの人気・長寿番組を東京支社にて制作。文化放送A&Gゾーンやラジオ大阪1314 V-STATIONに比べて、自社制作番組が少なかったラジオ関西アニラジ枠を再編成し、自社制作番組を増やし、ネット配信を実施するなどして、アニたまどっとコムを人気枠に育てた。
またDJCDやグッズ、番組イベントの企画や通販運営（アニたまSHOP）なども担当。
2010年2月に神戸本社へ異動となるも、同年7月末を以てラジオ関西を退社。
同年8月に株式会社シーサイド・コミュニケーションズを設立し、2ヵ月後には文化放送 超!A&G+にて『ごぶごぶちゃん☆』『広橋涼×長嶋はるか×悠りょう』『転ばぬ咲のtwo way』等をスタートさせた。
以後、超A&G!+やラジオ会館サイトなどインターネットラジオを中心に、数々の人気番組を制作している。

## 人物
アニたまどっとコム枠の名物プロデューサーとして、番組に登場したりネタにされることが多かった。
特技はラミネート加工で、『おどろき戦隊モモノキファイブ』ではその能力を遺憾なく発揮している。アニラジ枠のプロデューサーだが、元々アニメ・声優業界には詳しくなく、青二プロダクションの『集まれ昌鹿野編集部』担当マネージャーに業界のしきたりなどを教わった。
2010年1月31日の『集まれ昌鹿野編集部』第201回の放送で、ラジオ関西本社へ転勤することが発表された。同年2月14日の第203回放送では、アニたまどっとコムで初めて担当した番組は『週刊!アニたま金曜日』と発言している。同年8月1日の第227回放送で本人からのメールが読まれ『7月31日を以てラジオ関西を円満退社』したことが明らかになった。
シーサイド・コミュニケーションズ設立後も、しばしば自社制作番組に登場する。『ごぶごぶちゃん☆』や『中村繪里子の「ら♥ら★ら♪なかむランド〜Love♥Laugh★Life♪〜」』では”プランター”という愛称で、サブレギュラーや番組アシスタント的なポジションを担当していた。
さらに動画配信番組『高橋花林と大和田仁美のとりあえずノリでやっていこう!』では”面白おじさん”として、仮面を被りコーナー出演していた。
2013年7月から2014年2月までエフエムさがみにて放送されていた『ウエキミクス』では、自身がメインパーソナリティを務めた。

## 担当作品

### ラジオ関西アニたまどっとコム時代の番組
| 放送期間                       | 番組名                                              |
| ------------------------------ | --------------------------------------------------- |
| 2006年4月2日 - 2015年3月29日   | 集まれ昌鹿野編集部                                  |
| 2007年4月7日 -                 | ロンハールーム                                      |
| 2007年4月8日 - 2009年3月29日   | PASH!でDASH! 月曜まで60分                           |
| 2007年10月6日 - 2012年4月1日   | アニたまどっとコム standard まるなげ♪               |
| 2008年4月4日 - 2015年6月24日   | 神戸前向女学院。                                    |
| 2008年10月3日 - 2009年9月25日  | 高橋大輔と高垣彩陽の夜ナ夜ナハッスル                |
| 2008年10月3日 - 2010年3月26日  | 鷲崎健と長嶋はるかのチェキらぼ                      |
| 2009年4月4日 - 2013年3月30日   | 日野聡vs立花慎之介 平成ニッポン・国取り合戦ラジオ!! |
| 2009年4月5日 - 9月27日         | ガンガンラジオ                                      |
| 2009年4月9日 - 2017年9月       | おどろき戦隊 モモノキファイブ                       |
| 2009年10月18日 - 2010年3月28日 | 藤田咲・田村睦心のなんやかんや                      |
| 2009年10月4日 - 10月11日       | アニたまどっとコムNAVI                              |